# Peter Kalkhof
Peter Kalkhof (ur. 20 grudnia 1933 w Leopoldshall, zm. 24 lutego 2014 w Londynie) – niemiecki malarz, rysownik i grafik sztuki konkretnej.

## Życiorys
Urodził się w Leopodshall w Saksonii-Anhalt w rodzinie Heinza i Käthe z domu z domu Binder. Miał dwóch braci. Dzieciństwo spędził (od 1938 do 1944) w Braniewie w Prusach Wschodnich, gdzie rodzina mieszkała przy Braunschweiger Straße (współcześnie to ul. Staszica). W Braniewie uczęszczał również do szkoły podstawowej. W latach 1944–1946 rodzina uciekała przez Berlin – tam ojciec zginął w „bitwie o Berlin” 9 lutego 1945 roku. Następnie rodzina przedostała się do Neundorf (Anhalt) i w 1946 do brytyjskiej strefy okupacyjnej do Brunszwiku i ostatecznie do Herrhausen am Harz.
W latach 1952–1955 Kalkhof uczył się zawodu chemigrafa w Brunszwiku i studiował malarstwo w tamtejszej Werkkunstschule, m.in. u Bruno Müllera-Linowa. Następnie w latach 1956–1960 studiował malarstwo w Państwowej Akademii Sztuk Pięknych w Stuttgarcie u Hermanna Sohna i Manfreda Henningera oraz litografii u Ericha Möncha. Stypendium umożliwiło mu kontynuację studiów w Slade School of Fine Art w Londynie w latach 1960–1961. W 1961 roku otrzymał stypendium podróżujące od Slade School i odbył tournée po Wyspach Brytyjskich. Po studiach w École des Beaux-Arts w Paryżu w 1962 roku przeniósł się do Londynu, w 1963. Po pracy w Curwen Press (litografia) w Londynie, w 1964 roku otrzymał wykład z litografii i akwaforty na  University of Reading. W latach 1970–1999 był wykładowcą malarstwa na Wydziale Sztuk Pięknych tejże uczelni.
Po ukończeniu studiów oraz po przeprowadzce do Londynu, gdzie mieszkał i pracował przez następne pół wieku, Peter Kalkhof odbywał liczne podróże studyjne: oprócz krajów europejskich w 1969 oraz kilka razy w późniejszych latach podróżował do Kalifornii i Arizony (Wielki Kanion); w 1973, 1979 i 1992 do Indonezji; w 1974 i 1986 do Meksyku i na półwysep Jukatan; w 1975 do Indii i Nepalu; w 1976 do Japonii; w 1977 i 2006 do Chin i Tajlandii; w 1978 do Ameryki Południowej, głównie Peru, Ekwador, Boliwia i północne Chile; w 1980 na Filipiny, do Australii, Nowej Zelandii, Wyspy Fidżi (gdzie pracował z tubylcami) oraz na Hawaje; w 1982 do Egiptu, Aleksandrii i Abu Simbel; w 1985 do Związku Radzieckiego (Moskwa, Nowogród, Leningrad), do Republiki Południowej Afryki; w 1990 odwiedził trójkąt graniczny Birmy, Tajlandii, Laosu i wyspę Koh Samui w Zatoce Tajlandzkiej; w 2004 Santiago de Chile i Wyspa Wielkanocna na południowym Pacyfiku.
Kalkhof był żonaty z Indonezyjką Jeanne Thé, która była projektantką biżuterii. Poznali się podczas studiów w Akademii w Stuttgarcie. Wiosną 1959 roku Peter Kalkhof otrzymał pierwszą nagrodę w konkursie Akademii Sztuk Pięknych w Stuttgarcie za obraz z serii portretów Jeanne Thé. W 1997 roku, rok po śmierci żony, Peter Kalkhof opublikował w Londynie książkę o jej projektach biżuterii.
Peter Kalkhof zmarł 24 lutego 2014 roku w Londynie po ciężkiej chorobie. Z małżeństwa z Jeanne Thé miał syna.
Wśród jego obrazów znajdują się również krajobrazy z lat dziecinnych, w tym przedstawiające Braniewo.

## Wystawy (wybór)
- 1970 Oxford Gallery, Oxford; Annely Juda Fine Art, London
- 1973 Wellmann Galerie, Düsseldorf
- 1974 Galerie HS, Erkelenz; Annely Juda Fine Art, London
- 1975 Royal Shakespeare Theatre, Stratford upon Avon
- 1976 Oliver Dowling Gallery, Dublin
- 1977 Annely Juda Fine Art, London; Kulturgeschichtliches Museum, Osnabrück
- 1978 Hertfordshire College of Art & Design, St. Albans
- 1979 Kunstverein, Marburg; Annely Juda Fine Art, London
- 1981 Goethe-Institut, London
- 1983 Juda Rowan Gallery, London
- 1987 Galerie Altes Rathaus, Wörth am Rhein
- 1988 Landesmuseum Oldenburg(inne języki)
- 1989 Camden Arts Centre, London; Ostpreußisches Landesmuseum, Lüneburg
- 1990 Annely Juda Fine Art, London
- 1993 Galerie Rösch, Neubrunn/Würzburg; Galerie Schröder und Dörr, Bergisch Gladbach
- 1994 Galerie Rösch, Karlsruhe
- 1995 Rathaus Galerie Balingen
- 1996 Prignitz-Museum(inne języki), Havelberg; Stadt-Museum Galerie, Schieder-Schwalenberg
- 1997 Annley Juda Fine Art, London
- 1998 Galerie Planie 22, Reutlingen; St. Hugh’s College, Oxford
- 2000 Galerie Rösch, Houston
- 2002 Annely Juda Fine Art, London
- 2004 T1+2 artspace, London
- 2007 Annely Juda Fine Art, London
- 2011 Merston Gallery, Chichester[1]
- 2012 Annely Juda Fine Art, London[7]
- 2012 Expo Chicago (mit Roger Ackling bei Annely Juda Fine Art, London)
- 2014 Annely Juda Fine Art, London (Gedächtnisausstellung)
- 2018 Annely Juda Fine Art, London (50 Jahre, 50 Künstler)
- 2018 Bakerhouse Gallery, Graz, Ausstellung Time, Space and Texture mit Christopher Wool(inne języki) und Tom Lohner(inne języki)
- 2018 Art Basel(inne języki), Basel, mit Christo und David Hockney bei Annely Juda Fine Art, London
- 2019 Arte Wiesbaden, bei Bakerhouse Gallery, Graz
- 2019 Discovery Art Fair Frankfurt, bei Bakerhouse Gallery, Graz